# 漢文学
漢文学（かんぶんがく）とは、漢文（古典中国語）で書いた作品の総称と、それを研究の対象とする学問のことである。
辛亥革命以後の白話運動や簡体字の導入などによって、漢文と現代中国語の文体に差異が生じるようになった。中国語の文学については中国文学の項目を参照のこと。

## 日本における漢文学（日本漢文学）
もともと日本には文字が無かったとされているので、中国より漢字を受け入れた。そのとき、最初は中国語を習得することが最初の課題であった。朝廷の正史として編纂された『日本書紀』が、正統的な漢文で書かれたことも、そうした流れに日本社会があったことの例証である。散文のみならず、詩作も試みられ、『懐風藻』には、7世紀からの作品が収められている。
その後も、漢詩漢文は日本社会で作られ続けたが、広まりと高まりを見せたのは、9世紀の菅原道真の時期、15世紀の禅宗寺院を中心にした〈五山文学〉の時期、18世紀の儒学が武士たちに広まった菅茶山たちの時期である。
明治維新のころも、西洋の文物を輸入するときに、翻訳語として漢文に源流を持つ語彙が多く採用されたこともあって、漢詩が流行した時期もあった。この時期に活躍した漢詩人として、森槐南が有名である。しかし、大正後期以降になると急速に衰え、漢詩漢文の製作は、一部の趣味人の手わざとなってしまった。
1960年代になって、ドイツ文学者の富士川英郎や小説家の中村真一郎たちが、江戸時代の漢詩文の再評価をはじめたあたりから、日本の漢文学の伝統が見直されるようになり、1980年代から刊行された岩波書店の『新日本古典文学大系』のシリーズには、続編の明治篇も含めて、多くの漢文学に属する作品が収録されるようになり、研究も進んでいる。
また、義務教育での国語教育においても中国の古典が教えられており、書道では漢詩などが題材となることも多い。また、日本の元号は中国の古典を参考にして選定されるなど、程度の差こそあるが、現代でも多くの日本人が漢文学に触れている。

## 大学における漢文学
大学の研究組織においては、東京大学を例にとれば、1877年の創設時には和漢文学科とされ、のちに国文学、漢学の二つが専攻課程としておかれ、1904年（明治37年）に文科大学が哲学科・文学科・史学科の三つに大きく分類され、漢学のうち支那哲学が哲学科、支那文学が文学科に属した。1932年（昭和7年）にこの二つが合体して支那文学支那哲学科とされ、戦後、中国哲学中国文学科と改称されたのち、1952年に再び中国文学科、中国哲学科に分離、前者は中国語中国文学科、後者は1994年に中国思想文化学と改称された。
国文学でも漢詩人は多く、中国文学の研究者で、近世から近代日本の漢文学者・漢詩人を論じる者も少なくなく「中国文学」の呼称は一般に、明代に成立した『三国志演義』、『水滸伝』などの白話小説、および清末以降の近代文学に用いられることが多い。

## 日本漢詩の注解
- 『日本漢詩（上下）』明治書院〈新釈漢文大系 45・46〉、1972年
- 『日本漢詩集』小学館〈新編日本古典文学全集 86〉、2002年
- 『漢詩文集』岩波書店〈新日本古典文学大系 明治編 2〉、2004年